# Phimophis
Phimophis – rodzaj węży z podrodziny ślimaczarzy (Dipsadinae) w rodzinie połozowatych (Colubridae).

## Zasięg występowania
Rodzaj obejmuje gatunki występujące w Panamie, Kolumbii, Wenezueli, Gujanie, Surinamie, Gujanie Francuskiej, Brazylii, Boliwii, Paragwaju i Argentynie.

## Systematyka

### Etymologia
- Rhinosimus: gr. ῥις  rhis, ῥινος rhinos „pysk”[6]; σιμος simos „mający zadarty nos, perkaty”[7].
- Phimophis: gr. φιμος phimos „kaganiec”, od φιμοω phimoō „być cicho”[8]; οφις ophis, οφεως opheōs „wąż”[9]. Nazwa zastępcza dla Rhinosimus (nazwa zajęta przez Rhinosimus Latreille, 1802 (Coleoptera)).

### Podział systematyczny
Do rodzaju należą następujące gatunki:
- Phimophis guerini (A.M.C. Duméril, Bibron & A.H.A. Duméril, 1854)
- Phimophis guianensis (Troschel, 1848)
- Phimophis vittatus (Boulenger, 1896)